# 日吉台 (高槻市)
日吉台（ひよしだい）は、大阪府高槻市北部の町名。一番町～七番町で構成される。

## 概要
- 日吉台は高槻市北部に1963年（昭和38年）から1966年（昭和41年）にかけて開発された[5]ニュータウン、住宅街である。
- 元々、山岳部の丘陵地帯であった為、急こう配の坂道が多く、登り坂では自転車を降り、手で押しながら登坂する姿が多く見られる。

### 沿革
- 1963年（昭和38年）開発開始。
- 1964年（昭和39年）元々、成合・芥川・服部であった場所の一部を「日吉台1～5番町」として編成。
- 1969年（昭和44年）成合であった場所の一部を「日吉台六番町」として編成。また「壱番町、弐番町…」の表記を「一番町、二番町…」と改称する。
- 1971年（昭和46年）4月1日、日吉台小学校開校。
- 1974年（昭和49年）成合西の町であった場所の一部を「日吉台七番町」として編成。
- 1989年（平成元年）4月1日、北日吉台小学校開校。

## 世帯数と人口
2020年（令和2年）3月31日現在（高槻市発表）の世帯数と人口は以下の通りである。
| 丁目         | 世帯数    | 人口    |
| ------------ | --------- | ------- |
| 日吉台一番町 | 410世帯   | 1,219人 |
| 日吉台二番町 | 355世帯   | 858人   |
| 日吉台三番町 | 466世帯   | 1,122人 |
| 日吉台四番町 | 405世帯   | 1,157人 |
| 日吉台五番町 | 417世帯   | 957人   |
| 日吉台六番町 | 659世帯   | 1,555人 |
| 日吉台七番町 | 459世帯   | 1,039人 |
| 計           | 3,171世帯 | 7,907人 |

### 人口の変遷
国勢調査による人口の推移。
| 1995年（平成7年）  | 9,149人 | [ 6 ]  |  |
| 2000年（平成12年） | 7,991人 | [ 7 ]  |  |
| 2005年（平成17年） | 7,499人 | [ 8 ]  |  |
| 2010年（平成22年） | 7,579人 | [ 9 ]  |  |
| 2015年（平成27年） | 6,876人 | [ 10 ] |  |

### 世帯数の変遷
国勢調査による世帯数の推移。
| 1995年（平成7年）  | 2,979世帯 | [ 6 ]  |  |
| 2000年（平成12年） | 2,824世帯 | [ 7 ]  |  |
| 2005年（平成17年） | 2,740世帯 | [ 8 ]  |  |
| 2010年（平成22年） | 2,824世帯 | [ 9 ]  |  |
| 2015年（平成27年） | 2,613世帯 | [ 10 ] |  |

## 校区

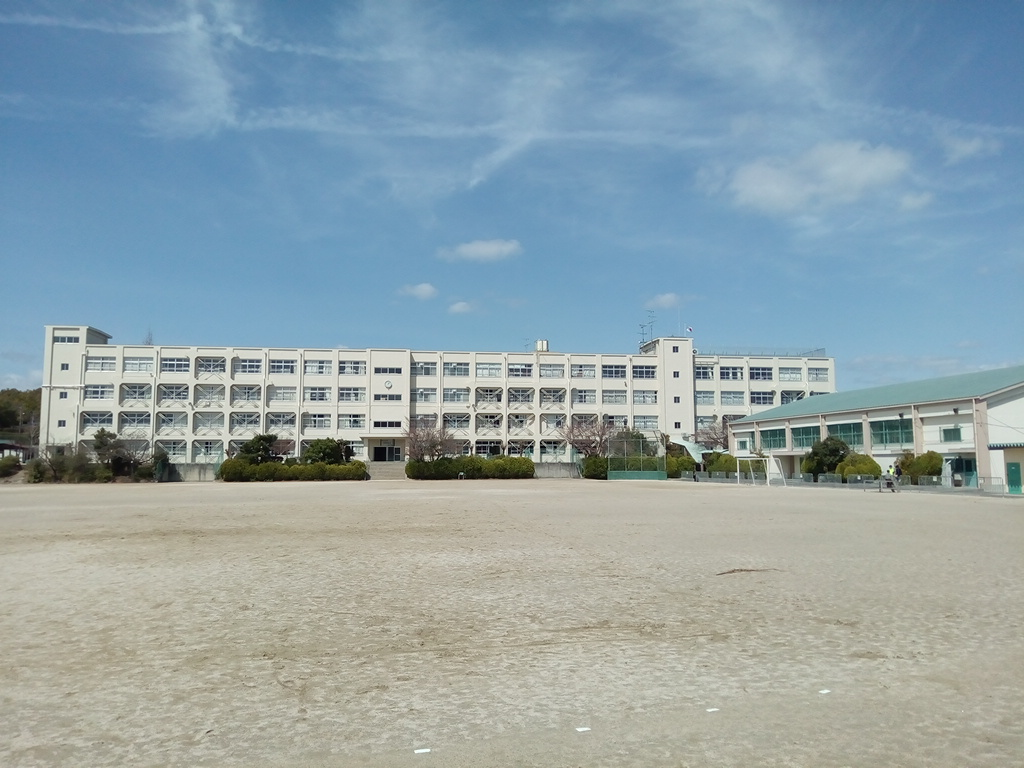
日吉台小学校

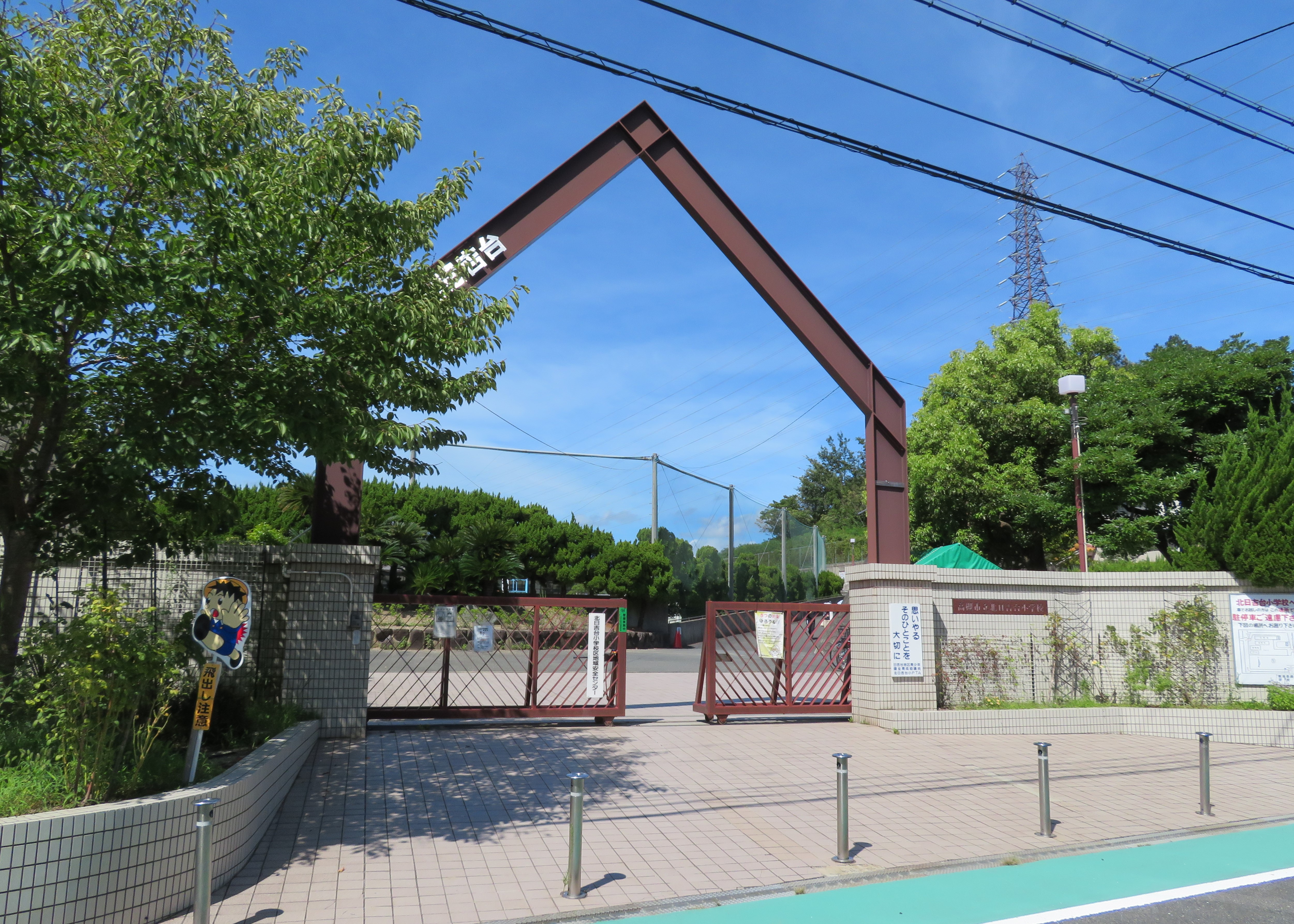
北日吉台小学校

2022年（令和4年）4月現在、市立小・中学校に通う場合、校区は以下の通りとなる。
| 丁目         | 番・番地等 | 小学校                 | 中学校             |
| ------------ | ---------- | ---------------------- | ------------------ |
| 日吉台一番町 | 全域       | 高槻市立日吉台小学校   | 高槻市立芝谷中学校 |
| 日吉台二番町 | 全域       | 高槻市立北日吉台小学校 | 高槻市立芝谷中学校 |
| 日吉台三番町 | 全域       | 高槻市立北日吉台小学校 | 高槻市立芝谷中学校 |
| 日吉台四番町 | 全域       | 高槻市立北日吉台小学校 | 高槻市立芝谷中学校 |
| 日吉台五番町 | 全域       | 高槻市立北日吉台小学校 | 高槻市立芝谷中学校 |
| 日吉台六番町 | 全域       | 高槻市立日吉台小学校   | 高槻市立芝谷中学校 |
| 日吉台七番町 | 全域       | 高槻市立北日吉台小学校 | 高槻市立芝谷中学校 |

日吉台には2つの小学校が存在し、上記の校区に2分される。
元々、日吉台全域は日吉台小学校の校区であったが、生徒数肥大化に伴い、1989年4月1日、北日吉台小学校が新設され、以降2校区体制となる。
芝谷中学校が開校する1982年4月以前は、高槻市立第八中学校の校区であった。

## 事業所
2018年（平成30年）現在の経済センサス調査による事業所数と従業員数は以下の通りである。
| 丁目                 | 事業所数 | 従業員数 |
| -------------------- | -------- | -------- |
| 日吉台一番町         | 30事業所 | 166人    |
| 日吉台二番町         | 9事業所  | 41人     |
| 日吉台三番町・四番町 | 18事業所 | 75人     |
| 日吉台五番町         | 13事業所 | 63人     |
| 日吉台六番町         | 9事業所  | 82人     |
| 日吉台七番町         | 8事業所  | 68人     |
| 計                   | 87事業所 | 495人    |

## 施設
- 高槻日吉台郵便局（五番町）
- 日吉台交番（五番町）
- 日吉台保育園（一番町）
- 高槻市立日吉台幼稚園（一番町）
- 日吉幼稚園（六番町10-2）

### 公園
- 中央公園（四番町）
- 南公園（一番町）
- 北公園（三番町）
- 東公園（五番町）
- 西公園（一番町）
- 朝顔公園（七番町）
- 新日吉台北公園（七番町）
- つばき公園（七番町）
- 日吉台なかよし公園（四番町）

## 商業施設
かつて一番町の東寄り、三番町にも十店舗前後で構成する商店街が存在したが、近年廃業する店舗が相次ぎ、現在数店舗しか営業してないシャッター通りと化し、最低でも近隣の真上町・寺谷町もしくは、高槻駅まで行かないと十分な買い物が出来ないのが実情である。
「セブンイレブン高槻日吉台店」「関西みらい銀行日吉台プラザ」は、店名に「日吉台」の表記があるが、住所は「宮ヶ谷町」である。

## スポーツ施設
日吉台テニスクラブが四番町5にあったが、後に取り壊され、現在は戸建ての家が建っている。8面のテニスコート（内1面は半面）があった。

## 社宅・寮・官舎
日吉台開発直後、多くの社宅・寮・官舎が建設されたが、景気の低迷と共に、現在そのほとんどが取り壊され土地売却され、下記のように民間の住宅に建て替えられている。なお住所表記は当時のものである。

### 社宅・寮
- 新潟鉄工所高槻社宅（四番町9）全32世帯＝8世帯×4階 → 高槻日吉台アーバンコンフォート（2001年8月竣工）
- 東洋化成工業日吉台住宅（四番町8）全16世帯＝4世帯×4階 → 戸建て分譲
- 山之内製薬（株）高槻寮（四番町8） → 戸建て分譲
- 日本重化学工業（株）日吉台アパート（四番町25）全18世帯＝6世帯×3階 → 藤和高槻日吉台ホームズ（2001年6月竣工）
- 日本専売公社日吉台独身寮（四番町25） → 戸建て分譲

### 国家公務員 日吉台合同宿舎
2010年代に入り全てが解体され、デベロッパーに土地売却、下記の住居として開発される。
- A地区（一番町1～10）→響ヒルズ（フジ住宅）
- B地区（四番町17～23）→パナホーム・シティ高槻日吉台
- C地区（四番町11～16）→？

## 交通アクセス
- JR京都線高槻駅から高槻市営バス日吉台循環JR高槻駅北行き。

### バス停留所
- 日吉台口
- 南公園
- 東公園
- 中央公園
- 日吉台西

### 道路（都市計画道路）
- 別所日吉台線
- 寺谷日吉台線
- 南平台日吉台線（芥川日吉台線）

## 隣接する町名
- 真上町
- 宮が谷町
- 芝谷町
- 寺谷町
- 安岡寺町
- 弥生が丘町
- 成合

## その他

### 日本郵便
- 郵便番号 : 569-1022[3]（集配局：高槻北郵便局[13]）。